# Макеевский городской совет
 Макеевский городской совет — одна из административно-территориальных единиц в составе Донецкой области. Входит в состав Донецкой агломерации.
С 2014 года контролируется ДНР.
Численность наличного населения города Макеевка по переписи населения 2001 года составила 389 589 жителей (2001); Макеевского городского совета (города с территориями, подчинёнными Макеевскому горсовету) — 432 830 жителей.
Численность наличного населения Макеевского городского совета на 1 января 2012 года — 394 600 человек, постоянного — 393 500 жителей; на 1 марта 2013 года — 391 919 человек наличного населения и 390 398 постоянных жителей.

## Состав
На 2019 год:
Макеевский городской совет — 380 619 чел.
- город Макеевка — 343 158 чел.
- пгт Грузско-Зорянское — 1 334 чел.
- пгт Высокое — 455 чел.
- пгт Грузско-Ломовка — 614 чел.
- пгт Межевое — 1 193 чел.
- пгт Маяк — 1 174 чел.
- пгт Пятиполье / Пролетарское — 3 158 чел.
- пгт Вугляр — 1 087 чел.
- пгт Гусельское — 458 чел.
- пгт Колосниково — 598 чел.
- пгт Холодное / Свердлово — 1 437 чел.
- пгт Ясиновка — 3 605 чел.
- пгт Землянки — 1 704 чел.
- пгт Криничная — 4 476 чел.
- пгт Нижняя Крынка — 13 624 чел.
- пгт Великое Орехово — 596 чел.
- пгт Липское / Красный Октябрь — 892 чел.
- пгт Лесное — 132 чел.
- Сельское население — 924 чел.

Всего: 1 город, 17 пгт, а также сельское население (посёлки, сёла).

## Экономика
Угольная (ГП «Макеевуголь»), металлургическая (Макеевский металлургический комбинат имени Кирова, Макеевский труболитейный завод имени Свердлова), коксохимическая (Ясиновский коксохимический завод, Макеевский коксохимический завод) промышленность, металлообработка и машиностроение (Макеевский завод металлоконструкций), лёгкая (Хлопкопрядильная фабрика «Мактекс») промышленность, промышленность строительных материалов (Ханжёнковский завод древесных плит).